# 塔巴雷塔峰

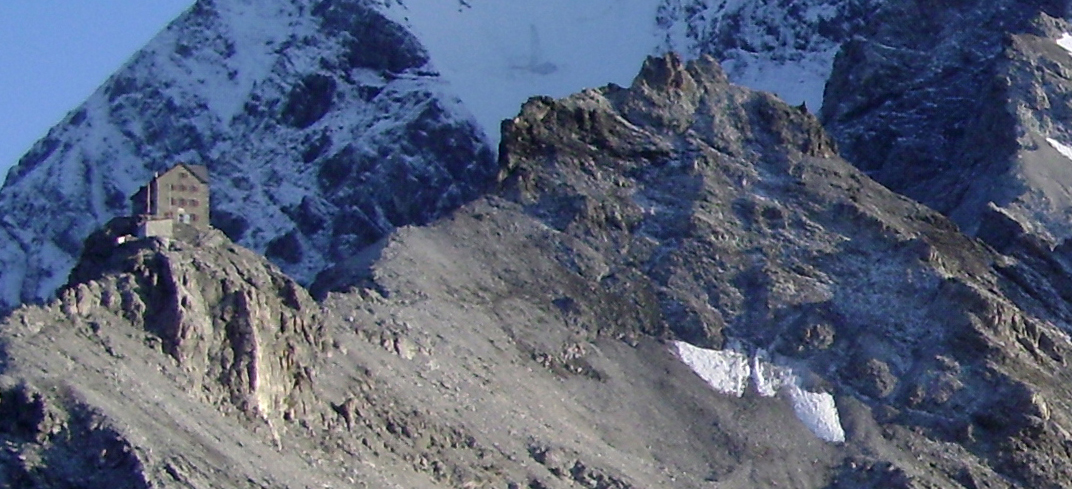

46°31′30″N 10°32′34″E / 46.525092°N 10.542691°E
塔巴雷塔峰（德語：Tabarettaspitze）是意大利博爾扎諾-南蒂羅爾自治省的山峰，位於該國東北部，屬於奥特莱斯山的一部分，海拔高度3,128米。